# デンケンドルフ (ヴュルテンベルク)
デンケンドルフ（ドイツ語: Denkendorf、シュヴァーベン語では Denggadorf ['deŋgɐ̃dɔrf]）は、ドイツ連邦共和国バーデン＝ヴュルテンベルク州シュトゥットガルト行政管区のエスリンゲン郡に属す町村（以下、本項では便宜上「町」と記述する）である。この町はシュトゥットガルト地方（1992年まではミッテレラー・ネッカー地方）およびシュトゥットガルト大都市圏に属す。

## 地理
デンケンドルフは、ケルシュタールやズルツバッハタール下流域の斜面に面したフィルダー平地東部に位置している。首邑のデンケンドルフ地区は郡庁所在地のエスリンゲンから南に直線距離で約 5 km に位置する。
自治体デンケンドルフには、デンケンドルフ、ゲヘフト・シュッピート＝ホーフ、ハウス・フリードリヒミューレ、および離れた集落ハンダー・ホーフがある。

### 隣接する市町村
この町は、北は郡長所在地エスリンゲン・アム・ネッカー、北東はダイツィザウ、東はケンゲン、南はウンターエンジンゲン（短い区間のみ）、西はノイハウゼン・アウフ・デン・フィルデルン、北西はオストフィルデルンと境を接する。これらの市町村はいずれもエスリンゲン郡に属している。

### 土地利用
2020年現在のこの町の用途別土地面積および占有率は以下の通りである。
| 用途         | 面積 (ha) | 占有率 (%) |
| ------------ | --------- | ---------- |
| 住宅用地     | 105       | 8.0        |
| 商工業用地   | 45        | 3.4        |
| レジャー用地 | 20        | 1.5        |
| 交通用地     | 110       | 8.4        |
| 農業用地     | 512       | 39.3       |
| 森林         | 472       | 36.2       |
| 水域         | 7         | 0.5        |
| その他       | 34        | 2.6        |
| 合計         | 1305      | 100.0      |

## 歴史
ケルト時代の出土品が、この町域では早くも紀元前700年以前に定住がなされていたことを示している。文献上は、1129年の書簡が初出である。この書簡には教皇ホノリウス2世がデンケンドルフ修道院を保護下に置いたことが記されている。しかしここにはそれよりも遙かに以前から集落が形成されていた。帝国アウトバーン（現在のA8号線）建設の際、1935年にアレマン人の列状墓地が発見され、紀元後700年より少し前のものであると同定された。

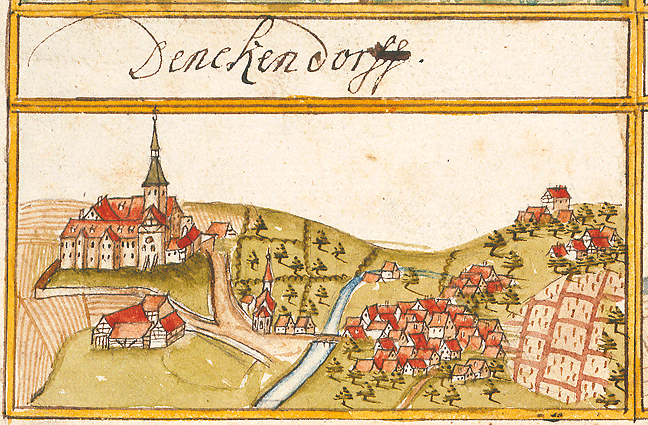
1683年に描かれたデンケンドルフ

中世盛期にデンケンドルフはシュヴァーベン公の領主権下にあった。中世後期から宗教改革まで村の歴史はデンケンドルフ修道院の統治によって形成されている。宗教改革の時代に修道院が廃止されたことで、デンケンドルフは近隣のアルトドルフやベルクハイムとともにヴュルテンベルクの修道院の行政管理区に組み込まれた。三十年戦争ではヴュルテンベルクが敗北したネルトリンゲンの戦い後、1634年から1639年にかけてデンケンドルフも、残忍な略奪や破壊にあった。1584年までと、1713年から1810年までデンケンドルフには福音主義の修道院学校があった。この村は1808年にヴュルテンベルク王国の新しい統治体制の下でオーバーアムト・エスリンゲンに編入された。ナチ時代のヴュルテンベルクの郡再編によりこの町は1938年にエスリンゲン郡に属すこととなった。第二次世界大戦後この町はアメリカ管理地区の一部となり、新設されたヴュルテンベルク＝バーデン州に属した。この州は1952年に現在のバーデン＝ヴュルテンベルク州となった。
1973年から1974年の郡および市町村再編でデンケンドルフは独立を変わらずに維持した。

## 住民

### 人口推移
人口調査結果 (*) あるいはバーデン＝ヴュルテンベルク州統計局の公式研究結果に基づく人口（この町を主たる所在地とする者の人口）の推移を以下に示す。
| 時点            | 人口（人） |
| --------------- | ---------- |
| 1544年          | 約 550     |
| 1634年          | 約 900     |
| 1655年          | 約 390     |
| 1763年          | 約 900     |
| 1871年12月1日*  | 1,408      |
| 1900年12月1日*  | 1,863      |
| 1939年5月17日*  | 2,685      |
| 1950年12月13日* | 3,908      |
| 1961年6月6日*   | 6,423      |
| 1970年5月27日*  | 9,736      |
| 1987年5月25日*  | 9,719      |

| 時点           | 人口（人） |
| -------------- | ---------- |
| 1995年12月31日 | 10,208     |
| 2000年12月31日 | 10,243     |
| 2005年12月31日 | 10,529     |
| 2010年12月31日 | 10,467     |
| 2015年12月31日 | 10,707     |
| 2020年12月31日 | 11,207     |

第二次世界大戦後に人口は爆発的に増加した。1945年から1995年までの間に人口は4倍になっている。

### 宗教
1535年の宗教改革の影響によりデンケンドルフは福音主義の町である。デンケンドルフ修道院は福音主義の修道院学校に改編された。1972年から福音主義の継続教育機関が入居している。福音主義教会組織の他に、南ドイツ・ゲマインシャフト、ハーンシェ・ゲマインシャフト、アルトピーティスティシェ・ゲマインシャフトの地域支部もある。これらはいずれもヴュルテンベルク福音主義州教会の連合体に属している。
デンケンドルフでは1961年にローマ＝カトリック教会が再興された。

## 行政

### 議会
デンケンドルフの町議会は18人の議員からなる。町議会はこれらの選出された名誉職の議員と、議長を務める町長とで構成される。町長は町議会において投票権を有している。

### 首長

デンケンドルフの旗

ラルフ・バルトは、2018年4月18日からデンケンドルフの町長を務めている。彼は2018年2月の第1回投票で 78.9 % の票を獲得して町長に選出された。

### 紋章と旗
図柄: 青地。2つの金色（黄色）の大文字「D」の間に金色（黄色）の総主教十字。
デンケンドルフは1965年6月21日に内務省から紋章と、黄-青の配色の旗の認可を受けた。
紋章の由来: 十字は、この町の歴史に重要な役割を果たしたデンケンドルフ修道院に由来する。2つの「D」の文字は、「Dorf Denkendorf」（デンドンドルフ村）を表している。

### 姉妹自治体
- メクシミュー（フランス語版、英語版）（フランス、アン県）[9]
  - 合同サマーキャンプを行い、年中行事の祭や地元クラブ主催の大会に相互参加し、デンケンドルフ実科学校やネリンゲン・ギムナジウムとの間で交換留学を行っている。

## 経済と社会資本

### 交通
1926年から1978年までデンケンドルフは路面電車エスリンゲン - ネリンゲン - デンケンドルフ線によって郡庁所在地のエスリンゲン・アム・ネッカーと線路でつながっていた。ネリンゲンやエスリンゲンとの連絡は現在、END交通会社のバス路線 119番が担っている。ネリンゲンにはシュトゥットガルトUバーンのU7号線およびU8号線の終着駅がある。
連邦道10号線（B10号線）はケルシュタールやネリンゲン・バイパス道路を経由して、デンケンドルフとシュトゥットガルト、エスリンゲン、プロヒンゲン、ゲッピンゲンとを短時間で結んでいる。連邦アウトバーン8号線（A8号線）が町の南を通っている。この道路はシュトゥットガルトとミュンヘンおよびカールスルーエとを結んでいる、最寄りの2つのインターチェンジは、東のヴェンドリンゲン（約10分）、西のノイハウゼン（約5分）である。町域内にズルツバッハ高架橋がある。アウトバーンはこれによりズルツバッハ川を渡る。シュトゥットガルト空港は約15分で到着できる距離にある。
プロジェクト「シュトゥットガルト21」に伴い計画されているシュトゥットガルト-ヴェンドリンゲン新線は、デンケンドルフ地域ではデンケンドルフ・トンネルによるアウトバーンと、ズルツバッハ鉄道高架橋を一体化して通す予定になっている。

### 交通騒音
交通の便が非常に良いことの欠点が、非常に大きな騒音にさらされることである。町域の南を通るA8号線は、1日中やむことなく騒音を立てている。何度も改善されてきたアウトバーン沿いの騒音防止建造物もその場しのぎの対策に過ぎなかった。その効果は増え続ける交通量によって再び無効化された。A8号線のこの区間に速度制限を設けようとする試みはすべて失敗した。アウトバーン沿いのシュトゥットガルト-ヴェンドリンゲン新線建設後は騒音の総量は、おそらくさらに増すと考えられる。
これとは別に、町の住宅地の北側にシュトゥットガルト空港の飛行ルートがあり、航空騒音も大きい。飛行機の飛行高度は、デンケンドルフ付近ではわずか数百メートル程度である。

### 地元企業
デンケンドルフの有名な企業には以下のものがある:
- オブジェクト・カーペット、世界的な絨毯製造業者
- ドイツ織布および繊維研究所デンケンドルフ (DITF)。ITCF-織布化学および化学繊維研究所、ITV-織布技術およびプロセス工学研究所、マネージメント・リサーチ・エンター (DITF-MR) からなる。
- シュティーフェルマイヤーは工業用検査、測定、レーザー技術製品の開発、製造を行っている。
- フェスト・ディダクティック。オートメーション化産業のフェストの子会社で、製造のオートメーション化およびプロセスオートメーション化の全領域に関するトレーニングのための教材を提供している。
- シュムック・デザイン。装飾品デザイナーのバーバラ・アナ・シュレッテラーが宝飾店やギャラリーを介して自らのコレクションを世界中に販売している。
- F. ツインマーマン GmbH は、5軸および6軸のゲート型フライス盤の世界的なリーディング・ハイテク企業である。
- BMC - シネマニュファクチュア。3次元リモートシステムの世界的リーディング・カンパニー。
- ヴォルフ & ミュラー不動産サービス GmbH。不動産管理および既存建築管理（改修、修復、リノベーション）
- ヴォルフ & ミュラー・ホールディング GmbH & Co. KG、流通支所を持つ。

### メディア
ヌスバウム出版では、週刊の広報紙が刊行されている。

### 教育
デンケンドルフには、基礎課程・実科学校アルベルト＝シュヴァイツァー＝シューレがある。この他に基礎課程学校ルートヴィヒ＝ルーラント＝シューレもある。隣接するオストフィルデルンには他にも基礎課程学校があり、またオッター＝ハーン＝ギムナジウムおよびハイリヒ＝ハイネ＝ギムナジウムの2校のギムナジウムもある。両ギムナジウムの運営母体は、デンケンドルフ、ノイハウゼンおよびオストフィルデンで形成する公益目的連合オストフィルダー・ギムナジウム学校連合である。両ギムナジウムのプロファイルは、言語学と自然科学の発展的教育という方向性に関してほとんど違いはない。
福音主義教会およびローマ＝カトリック教会が運営する幼稚園が合わせて6園ある。
1972年、デンケンドルフ継続教育施設の主導で自治体と教会が運営母体となり「ガストアーバイター」（他国からの出稼ぎ労働者）の子供のために、早期かつ遊び感覚で言語支援教育を行う「デンケンドルフ・モデル」が導入された。この支援によって子供達が幼稚園や学校のクラスに通うことが可能となる。同時に両親は子供と母国語で集中的に話すよう奨励されている。このモデルは1980年から州レベルで奨励されるようになった。その後80以上の市町村でワーキンググループが形成され、デンケンドルフ・モデルの原則に従って活動している。

#### 廃棄物処理
廃棄物処理はエスリンゲン郡の廃棄物処理会社が担当している。有機ゴミ、家庭ゴミ、紙類を分別収集している。グリューネ・プンクトが表示された包装材は、いわゆるゲルバー・ザック（直訳: 黄色い袋）で収集される。粗大ゴミは年2回引換券を提示することで無料回収され、ありは処分場へ持ち込みも可能である。処分場では電化製品や金属製品、再利用可能な素材も引き取ってもらうことができる。

## 文化と見所

### 博物館
キルヒ通りに郷土博物館Rolf-Deuschle-Heimatmuseum Denkendorfがあり、毎月第1日曜日または事前予約にて開館している。ロルフ・デュシュレ(Rolf Deuschle)が収集していたコレクションを市が引き継ぐ形で2017年に開館した。1124年の十字架の聖具や15世紀の教会や修道院の品々、デンケンドルフの過去の風景写真などが収容されている。

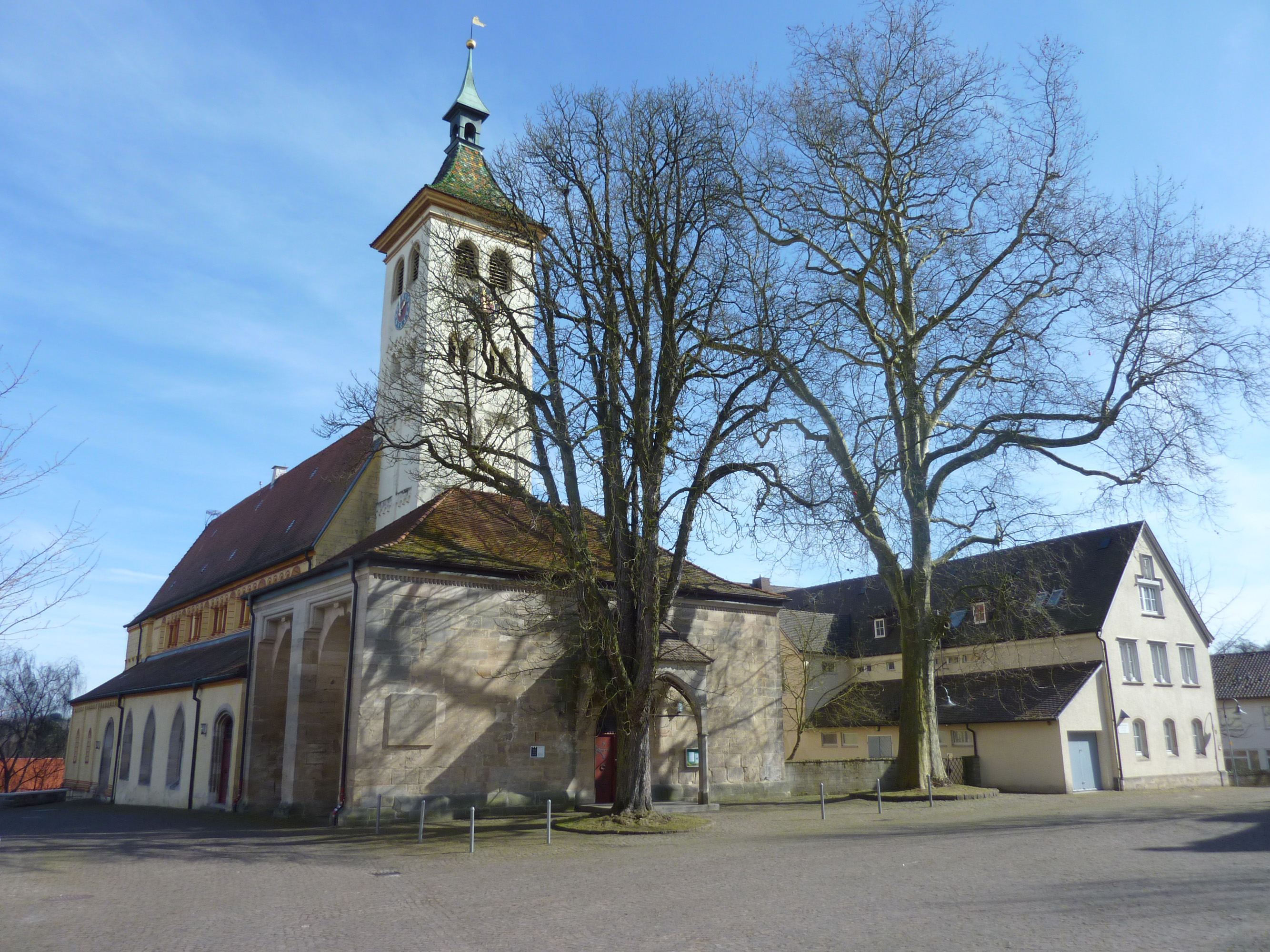
デンケンドルフ修道院

### 建築物
修道院教会、集会場、十分の一税倉庫、旧管理運営棟（現在は牧師館）および修道院の麓にあるマイアーホーフからなるデンケンドルフ修道院の建物がこの町の景観を形成している。これら建築物のアンサンブル全体が文化時保護の対象となっている。修道院教会は町の福音主義教会として利用されており、十分の一倉庫は町の公共スペースに改造されている。集会場棟には1950年から2005年までヴュルテンベルク福音主義州教会の継続教育施設が入居していた。継続教育施設の閉鎖後、地方教会は経費削減のため使われなくなった継続教育施設の建物を売却しようとした。しかし、興味を示す者は見つからなかった。

### スポーツ
デンケンドルフにはサッカー・陸上スタジアムが1箇所あり、多くのサッカー場、ボルツ場、屋内・屋外のテニスコート、多目的体育館、その他にスケートパーク、球戯場や町の中心部にある小体育館のような小さなスポーツ施設がある。さらにデンケンドルフにはケルシュタールに大規模で魅力的な屋外プールがある。クラブ文化は大変に多彩である。レジャースポーツの他に様々なニッチな種目（たとえば、ビリヤードやケーゲルなど）も楽しむことができる。

## 関連図書
- August Friedrich Pauly, ed (1845). “Denkendorf”. Beschreibung des Oberamts Eßlingen. Die Württembergischen Oberamtsbeschreibungen 1824–1886. Band 21. Stuttgart / Tübingen: Cotta’sche Verlagsbuchhandlung. pp. 186–199
- Hermann Bitterle, ed (1971). Heimatbuch der Gemeinde Denkendorf. Gemeinde Denkendorf
- Otto Wurster (1931). “Denkendorf”. Eßlinger Heimatbuch für Stadt und Umgebung. Eßlingen. pp. 294–298
- Landesarchiv Baden-Württemberg i. V., Landkreis Esslingen, ed (2009). Der Landkreis Esslingen. 1. Ostfildern: Jan Thorbecke Verlag. p. 389. ISBN 978-3-7995-0842-1
- Fritz Mauz; Markus Müller; Reinhard Mauz (2016). Ortsfamilienbuch Denkendorf – 15. Jahrhundert–1945. Weißenthurm: Cardamina Verlag. ISBN 978-3-86424-337-0
- Reinhard Mauz (2018). Das Kaes´sche Statutenbuch von 1570. Weißenthurm: Cardamina Verlag